# Rejon pokrowski (obwód doniecki)
Rejon pokrowski – jednostka administracyjna w składzie obwodu donieckiego Ukrainy.
Powstał w 2020. Ma powierzchnię 4020 km² i liczy około 393,5 tys. mieszkańców. Siedzibą władz rejonu jest Pokrowsk.